# Équipe de Nouvelle-Galles du Sud de cricket
Pour les articles homonymes, voir Blues (homonymie).
L'équipe de Nouvelle-Galles du Sud de cricket, surnommée les Blues, est une équipe de cricket australienne basée à Sydney. Elle représente l'état de Nouvelle-Galles du Sud dans les compétitions nationales australiennes, le Sheffield Shield, la Ford Ranger One Day Cup et le Twenty20 Big Bash. Elle détient le record du nombre de victoires dans le Sheffield Shield avec plus de quarante trophées à ce jour. Elle joue la plupart de ses matchs à domicile au Sydney Cricket Ground.

## Palmarès
- Sheffield Shield (45) : 1895-96, 1896-97, 1899-00, 1901-02, 1902-03, 1903-04, 1904-05, 1905-06, 1906-07, 1908-09, 1910-11, 1911-12, 1913-14, 1919-20, 1920-21, 1922-23, 1925-26, 1928-29, 1931-32, 1932-33, 1937-38, 1939-40, 1948-49, 1949-50, 1951-52, 1953-54, 1954-55, 1955-56, 1956-57, 1957-58, 1958-59, 1959-60, 1960-61, 1961-62, 1964-65, 1965-66, 1982-83, 1984-85, 1985-86, 1989-90, 1992-93, 1993-94, 2002-03, 2004-05, 2007-08.